# Muga Bianca - Pasubio
Muga Bianca - Pasubio este o arie protejată (arie specială de conservare — SAC, sit de importanță comunitară — SCI) din Italia întinsă pe o suprafață de 1.947 ha, integral pe uscat.

## Localizare
Centrul sitului Muga Bianca - Pasubio este situat la coordonatele 45°48′59″N 11°10′21″E / 45.816389°N 11.1725°E.

## Înființare
Situl Muga Bianca - Pasubio a fost declarat sit de importanță comunitară în octombrie 2010 pentru a proteja 1 specie de plante și 15 specii de animale. Situl a fost protejat și ca arie specială de conservare în martie 2014.

## Biodiversitate
Situată în ecoregiunea alpină, aria protejată conține 18 habitate naturale: Lespezi calcaroase, Pajiști alpine și boreale, Grohotișuri termofile și vest-mediteraneene, Tufărișuri cu Pinus mugo și Rhododendron hirsutum (Mugo-Rhododendretum hirsuti), Formațiuni de Juniperus communis pe lande sau pajiști calcaroase, Râuri de munte și vegetația lor lemnoasă cu Salix elaeagnos, Păduri ilirice de Fagus sylvatica (Aremonio-Fagion), Tufărișuri subarctice cu Salix spp., Păduri de fag Asperulo-Fagetum, Liziere de ierburi înalte hidrofile de câmpie și de nivel montan până la alpin, Pajiști alpine și subalpine calcaroase, Păduri acidofile de Picea de la nivel montan la nivel alpin (Vaccinio-Piceetea), Pante stâncoase calcaroase cu vegetație casmofită, Păduri pe pante, grohotișuri și ravene de Tilio-Acerion, Păduri de fag subalpine medio-europene cu Acer și Rumex arifolius, Păduri alpine de Larix decidua și/sau Pinus cembra, Grohotișuri calcaroase și de șisturi calcaroase de la nivelul montan până la nivelul alpin (Thlaspietea rotundifolii), Formațiuni ierboase bogate în specii de Nardus, dezvoltate pe substraturi silicioase în zone montane (și în zone submontane, în Europa continentală).
La baza desemnării sitului se află mai multe specii protejate:
- plante (1): papucul doamnei (Cypripedium calceolus)
- păsări (14): minunița (Aegolius funereus), acvilă de munte (Aquila chrysaetos), șerpar (Circaetus gallicus), ciocănitoare neagră (Dryocopus martius), șoim călător (Falco peregrinus), ciuvică (Glaucidium passerinum), Lyrurus tetrix tetrix, gaia neagră (Milvus migrans), alunar (Nucifraga caryocatactes), pietrar sur (Oenanthe oenanthe), viespar (Pernis apivorus), ciocănitoare verzuie (Picus canus), mărăcinar (Saxicola rubetra), silvie-mică (Sylvia curruca)
- mamifere (1): lupul (Canis lupus)

Pe lângă speciile protejate, pe teritoriul sitului au mai fost identificate 43 de specii de plante, 1 specie de amfibieni, 14 specii de mamifere, 2 specii de nevertebrate.